# Oncophorus glaucus
Oncophorus glaucus là một loài Rêu trong họ Dicranaceae. Loài này được (Hedw.) B.S.G. mô tả khoa học đầu tiên năm 1846.